# Pablo Benavides
Pablo Benavides Orgaz (Madrid, 6 de julio de 1949) es un político y diplomático español. Desde 2004 hasta 2008 fue el embajador español en la OTAN. 

## Biografía
Nieto del general Luis Orgaz Yoldi y emparentado con el Cardenal Benavides.
En 1971, se graduó en Derecho y Administración y Dirección de Empresas. Desde 1970 hasta 1973 fue profesor en la asignatura de Teoría del Estado y Derecho Constitucional en la Facultad de Ciencias Políticas de la Universidad Complutense de Madrid. Desde 1977, ha venido ocupando puestos en las embajadas españolas en el extranjero, como la de Suecia y Senegal, y fue embajador español en Libia y Hungría. En 1997 fue nombrado representante de la diputación permanente de España en la Unesco. Desde 2004 hasta 2008, ocupó el cargo de embajador español en la Organización por el Tratado del Atlántico Norte. Actualmente es el cónsul de España en Turquía, después de haber servido como Embajador de España en Sudáfrica.
Ha recibido condecoraciones de todo tipo por su labor profesional, siendo las más destacadas la Orden del Mérito Civil, de la que es comandante, de Isabel la Católica, de la que también es comandante, y la Gran Cruz de la Orden de Francisco de Miranda de Primera Clase. A nivel más personal, era hermano de Luis Javier Benavides, también abogado, una de las víctimas de la Matanza de Atocha de 1977. 
- Datos: Q5651222